# São Miguel do Iguaçu
São Miguel do Iguaçu est une ville dans l'état du Paraná au Brésil.

## Personnalités
- Jean Patrick (1992-), footballeur brésilien, né à São Miguel do Iguaçu.